# Batman: Vengeance
Batman: Vengeance (рус. «Бэтмен: Возмездие», в русской локализации — «Бэтмен. На страже города») — компьютерная игра в жанре приключенческого боевика, разработанная компанией Ubisoft Montreal. Warner Bros. Games Montreal и изданная компанией Warner Bros. Interactive Entertainment для платформ PlayStation 2, Nintendo GameCube, Xbox, Windows и Game Boy Advance.

## Сюжет
Во время очередного разгрома Готэма от Джокера, Бэтмен спасает женщину по имени Мэри Флинн, попутно обезвреживая бомбу в Ace Chemicals. Флинн рассказывает, что Джокер взял в заложники её сына. С помощью своего оборудования Бэтмен узнает, что Джокер держит ребенка на мосту. После прибытия на место, Мэри Флинн снимает маску с лица, и оказывается, что это все время была Харли Квинн, а сын был придуман чтобы заманить Темного Рыцаря в ловушку. В итоге конечно же Джокер проигрывает, но во время битвы он падает с моста далеко вниз, и скорее всего, умирает. Бэтмен позволяет Харли уйти, но перед тем как она ушла, он незаметно прикрепил к ней жучок, позволяющий отслеживать все её действия.
Позже, Мистер Фриз нападает на Готэмский Промышленный Исследовательский Центр с целью убить Доктора Айзека Эверса, создателя вещества под названием Прометиум. Прометиум должен был спасти жену Фриза Нору, но он не помог. После этого кто-то отправил ему рекламное видео с Прометиумом, и Фриз подумал, что так Эверс насмехается над ним. Когда Бэтмен и Бэтгерл преследовали Фриза, они узнают о связи Эверса с Джокером. Узнается, что Клоун-Принц Преступного Мира спонсировал разработку новой версии Прометиума. Да, именно новой версии. Финансирование первой было прекращено после различных исследований, в ходе которых раскрылась взрывоопасность препарата. В конце концов Фриз был побежден, а Эверс спасен. 
Но сразу же после этого объявляется Ядовитый Плющ, которая перестроила разрушенное здание Gotham Chemicals с целью массового создания нового вида ядовитых растений. Герои врываются в здание, и находят там мэра Готэма Гамильтона Хилла. Он рассказывает, что Плющ шантажирует влиятельных людей Готэма под страхом отравления. Бэтмен и Бэтгерл быстро разрушают ее планы и добывают антидот от яда растений.
Одной ночью, во время очередного патруля Бэтмена, он замечает как члены банды Джокера крадут дирижабль. Темный Рыцарь отправляется к Харли Квинн за объяснением. Она рассказывает, что после смерти Джокера, его банда не распалась, и продолжает действовать. Их план состоит в том, чтобы запустить взрывающиеся игрушки в водопровод Готэма. Конечно, им мешает Бэтмен, и в трубопроводной сети находит связанного Эверса. Оказывается именно он нанял банду чтобы уничтожить Готэмский Исследовательский Центр, чтобы получить деньги за страховку, чтобы вернуть долги после (внезапно) фальшивого финансирования вторых исследований. То есть деньги на производство были выданы, но в итоге ничего продано не было, а производство остановлено. Но в итоге банда решила его предать, и именно так он и оказался в трубопроводе. Бэтмен относит Эверса в полицию, и все вроде бы идет хорошо, но вдруг, откуда-то вылетает бэтаранг, который в итоге попадает в Комиссара Гордона. Все начинают подозревать Бэтмена, и последний улетает под градом пуль. Во время погони становится понятно, что за всем стоит Харли Квинн. Брюс Уэйн маскируется под бездомного чтобы скрыться от полиции, после этого отправляется в старое убежище Джокера, и находит улику указывающую на то, что он выжил.
Бэтмен возвращается в Бэтпещеру, и находит украденный дирижабль — в данный момент он находится на газовом заводе. Прибыв туда, он встречает «внезапно» живого Джокера, который рассказывает ему свой план. С самого начала Джокер задумывал инсценировать свою смерть, а всех злодее с которыми Бэтмен встретился спровоцировал\поддерживал он. Именно он отправил ролик Мистеру Фризу, он дал Ядовитому Плющу специальный токсин, Прометиум он финансировал для того, чтобы получить определенное количество препарата, чтобы добавить его в веселящий газ, тем самым сделав его взрывоопасным. Происходит схватка, и Бэтмен сам того не понимая, помогает Джокеру — Он случайно затапливает газовый завод, и теперь, Джокер может с легкостью выпустить токсин в город и тем самым сжечь его дотла. В итоге токсин выпущен, но Бэтмену удается остановить его распространение. В качестве запасного плана у Джокера было взорвать собственноручно второй запас Прометиума на дирижабле, но Бэтмен также ему мешает, после чего Джокер падает с дирижабля, но опять же Бэтмен прилетает, и спасает его от падения.
После всех вышеописанных событий, каждый злодей был закрыт в Лечебнице Аркхэм. В финальной сцене Бэтмен прилетает на крышу полицейского участка, где Комиссар Гордон просит у него прощения за то, что его подозревали в покушении на убийство, после чего благодарит, и Бэтмен улетает. Игра заканчивается на кадре, в котором Бэтмен стоит на крыше, и сзади него загорается Бэт-Сигнал.

## Оценки
| Сводный рейтинг    | Сводный рейтинг | Сводный рейтинг | Сводный рейтинг | Сводный рейтинг | Сводный рейтинг |
| Издание            | Оценка          | Оценка          | Оценка          | Оценка          | Оценка          |
| Издание            | GBA             | GC              | PC              | PS2             | Xbox            |
| ------------------ | --------------- | --------------- | --------------- | --------------- | --------------- |
| GameRankings       | 68,37 %         | 71,15 %         | 56,15 %         | 71,18 %         | 64,83 %         |
| Metacritic         | 68/100          | 70/100          | 57/100          | 68/100          | 70/100          |
| Иноязычные издания |                 |                 |                 |                 |                 |
| Издание            | Оценка          | Оценка          | Оценка          | Оценка          | Оценка          |
| Издание            | GBA             | GC              | PC              | PS2             | Xbox            |
| AllGame            | [ 11 ]          | [ 12 ]          | N/A             | [ 13 ]          | N/A             |
| EGM                | N/A             | N/A             | N/A             | 5,83/10         | N/A             |
| Game Informer      | N/A             | 6,75/10         | N/A             | 7/10            | 7/10            |
| GamePro            | N/A             | N/A             | N/A             | [ 18 ]          | [ 19 ]          |
| GameRevolution     | N/A             | N/A             | N/A             | C               | N/A             |
| GameSpot           | 6,7/10          | 7,4/10          | 4,5/10          | 7,4/10          | 7,4/10          |
| GameSpy            | 58 %            | 73 %            | [ 28 ]          | 80 %            | 82 %            |
| GameZone           | 8,4/10          | N/A             | 7/10            | N/A             | 7/10            |
| IGN                | 6/10            | 8,1/10          | 6,8/10          | 8/10            | 8,2/10          |
| Nintendo Power     | 3,5/5           | 3,7/5           | N/A             | N/A             | N/A             |
| OPM                | N/A             | N/A             | N/A             | [ 41 ]          | N/A             |
| OXM                | N/A             | N/A             | N/A             | N/A             | 4,6/10          |
| PC Gamer (US)      | N/A             | N/A             | 55 %            | N/A             | N/A             |